# Olivia Wittberg
Olivia Wittberg, född Gregersson den 11 december 1844 i Tingstäde, död 1908 i Hemse, var en svensk fotograf som öppnade den första permanenta fotoatéljen på södra Gotland 1880.

## Biografi
Olivia Wittberg växte upp under goda förhållanden som dotter till löjnant Nils Gustav Gregersson och hans hustru Catharina, född Silversparre. Det var som nybliven änka 1879 efter handelsmannen Carl Wilhelm Wittberg som Olivia öppnade fotoatljén på Storgatan i Hemse. Olivia lät inreda övervåningen på den Wittbergska fastigheten och atéljen var ovanligt rymlig för sin tid med stora fönster som gav bra ljus. Hennes specialitet var porträttfotografering och i slutet av 1800-talet var hon den mest anlitade fotografen utanför Visby, tack vare sitt sinne för komposition.
Olivia Wittberg tog den tunga utrustningen ut i naturen och fotograferade samtliga kyrkor på ön. Hon fotograferade både exteriört och invändigt. På Landsarkivet i Visby finns ett omfattande fotoarkiv. Vid 56 års ålder stängde hon ateljén och slutade med fotografering. Makarna Wittberg är begravda på Hemse kyrkogård.